# Kalkgrund-Klasse
Die Kalkgrund-Klasse ist eine Klasse von zwei Hilfsschiffen der Bundeswehr, die die Arbeitsbezeichnung Messboot Seeversuche Küste tragen. Sie werden der Wehrtechnischen Dienststelle für Schiffe und Marinewaffen, Maritime Technologie und Forschung (WTD 71) unterstellt.

## Aufgaben
Zu den Aufgaben der Boote gehören die Absicherung und Bergung von Torpedos, die Begleitung von U-Booten bei der Flachwassererprobung, der Einsatz autonomer Unterwasserfahrzeuge und Tauchereinsätze im Rahmen der Erprobung von Tauchgeräten und -ausstattungen.

## Beschaffungsverfahren
Die beiden Boote wurden in einem beschleunigten Verfahren beschafft. Das Bundesamt für Ausrüstung, Informationstechnik und Nutzung der Bundeswehr (BAAINBw) erteilte der Fassmer-Werft am 21. Juli 2021 den Beschaffungsauftrag, die wiederum die litauische Werft Western Baltija Shipbuilding in Klaipėda mit dem Bau der Rümpfe beauftragte. Diese wurden im Oktober und Dezember 2022 bei der Fassmer-Werft abgeliefert, die wiederum die Endausstattung vornahm.

## Boote
Die beiden Boote sollen die drei vorhandenen Erprobungsboote Breitgrund, Mittelgrund (beide Stollergrund-Klasse) und Wilhelm Pullwer (Klasse 741) ablösen.
Das erste Boot wurde am 30. Juni 2023 auf den Namen Kalkgrund getauft und trägt die Schiffskennung Y 898. Das zweite Boot folgte im November 2023 und wurde am 9. November 2023 auf den Namen Stollergrund (Y 899) getauft.